# La Saira
La Saira és una entitat de població pertanyent al municipi d'Almacelles, a la comarca del Segrià. Hom la coneix també amb el nom d'Almacelletes o de La Saida.

## Orígens i història
D'origen íber, es coneixia antigament amb el nom àrab de la Saida, Sajra significa roca, penya i per extensió petit castell (Hisn Sajra) Res se'n sap de la Saira sota l'ocupació de l'Imperi Romà ni de l'època visigòtica. La primera font documental que n'esmenta el nom és la Carta de poblament d'Almenar, el 1148. Era una torre o casa forta depenent d'Almacelles.

## Primer repoblament
El terme fou reconquerit als àrabs per Ermengol VI d'Urgell en nom de Ramon Berenguer IV, i no hi quedà població sarraïna. La Saira devia estar ja en mans cristianes a la conquesta de Lleida el 1149, ja que les terres de la Llitera i del Baix Cinca havien estat conquerides mesos abans. El lloc, però, no fou repoblat fins al regnat d'Alfons I, dit el Cast, qui hauria concedit als nous habitants, procedents de la Noguera i del Pallars, la lliure possessió de les heretats, cases i alous dels sarraïns amb la sola prestació dominical de cent cafissos anuals de blat, pagadors per Sant Miquel, el 29 de setembre.

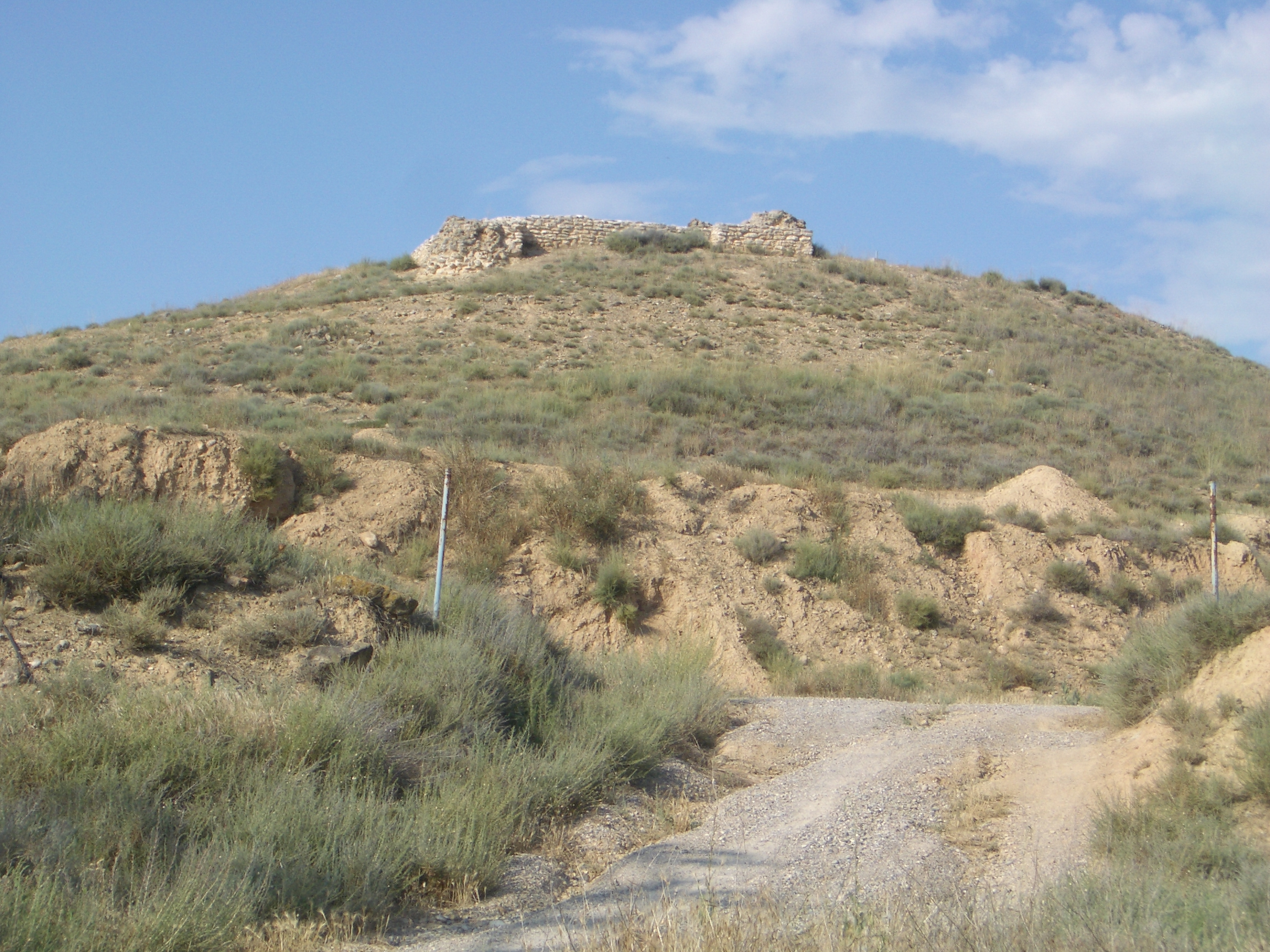
El Tossal de la Caperutxa amb les runes del Castell de la Saira.

Al fogatge de 1362 consta com a carrer de la ciutat de Lleida, igual que els termes propers o veïns d'Almacelles, Sucs i Raïmat. Tots ells eren considerats Carrers de Leyda, és a dir pobles de contribució, era una forma de restar protegits sota el batlle i la host de Lleida en cas de conflicte.
Era ja un disseminat de cases al voltant del Tossal de la Caperutxa, on hi havia, des de temps immemorials, el Castell de la Saira, avui en runes.

## Ramaderia
El territori quedà doncs erm fins al segle xviii, i durant aquest període fou emprat per la ciutat de Lleida com a lloc de pastura i engreix de bestiar. La Paeria hi tenia grans corrals i pletes amb habitacions pels pastors; tot per fornir la ciutat de carn i assegurar-se les matèries primeres per a les indústries de la llana i de la pell. Tot l'altiplà de La Saira i Almacelles era en l'època el principal centre ramader del país, i en particular La Saira es troba exactament situada en la cruïlla de set carrerades, conegudes com a cabaneres pels habitants del terme, amb una tradició transhumant que arrenca de la més remota antiguitat. El clima era i és propici al cultiu de cereals i farratges, gràcies als vents predominants de l'est i el sud-est, i això convertí el terreny en apte per al pasturatge de milers de caps de bestiar de tota mena. Ja des de l'edat mitjana era la primera estació de pastura de tot el Principat de Catalunya, amb gran fama en l'època pels seus cavalls. Escrits del 1604 parlen de la visita anual de més de dos-cents mil caps de ramat oví provinent de França.

## Segon repoblament
Com gairebé tota la part est de l'antiga Llitera, quedà despoblada i destruïda arran de la Guerra dels Segadors, i el terme restà abandonat fins a finals del Segle XVIII quan s'inicià un procés de repoblament de la mà de Melcior de Guàrdia. És en aquest moment quan apareix per primer cop el nom d'Almacelletes, com a intent d'eliminar el nom àrab, però el que ha restat fins a l'actualitat, i nom oficial avui, és el de La Saira, com a corrupció de l'antic La Saida.
L'arribada del Canal d'Aragó i Catalunya a principis del Segle XX, que en creua el terme, impulsà definitivament el territori.

## Actualitat
Avui La Saira manté estable la seva població, dedicada principalment a l'agricultura amb cultius extensius de cereals farratgers i blat de moro principalment. L'impuls que el cultiu de la vinya experimenta a la zona des de finals del segle xx, i la inauguració a principis del Segle XXI de l'Aeroport de Lleida-Alguaire a tocar del terme, fan pensar en un futur ple d'oportunitats per la zona.

## Població
L'any 2018 tenia 93 habitants.

## Geografia
El nucli és situat al pla del mateix nom a 335,4 metres d'altitud sobre el nivell del mar, i el terme oscil·la entre els 328,0 metres de La Pleta de Biscart i els 349,3 metres del Tossal de la Caperutxa.
Limita amb el terme municipal d'Alguaire al nord, amb els de Rosselló i Torrefarrera a l'est, amb el de Lleida (Partida del Pla de Raïmat) al sud i amb el d'Almacelles a l'oest.
|            | Alguaire               |                       |
| Almacelles |                        | Torrefarrera/Rosselló |
|            | Pla de Raïmat (Lleida) |                       |

## Cultura i turisme
A més de l'esmentat Castell de La Saira, hom hi pot visitar la petita església, en realitat ermita, dedicada a Sant Jaume. Sembla que data de finals del segle xviii, moment de la segona repoblació. La població celebra la seva festivitat gran precisament el 25 de juliol, en honor d'aquest sant.
Hi existeixen variades rutes ben senyalitzades per gaudir-les en Btt o tot passejant.